# Ньял Торґейрссон
Ньял Торґейрссон (Old Norse: [ˈnjɑːlː ˈθorˌɡɛirsˌson]; Modern Icelandic: [ˈnjautl̥ ˈθɔrˌceir̥sˌsɔːn]) — ісландський юрист X — початку XI століття, який жив у Бергерсволлі в Ландейярі (Ісландія); один з головних героїв «Саги про Ньяла», середньовічної ісландської саги, в якій описується серія кревних чвар.

## Біографія
Ньялль був сином Торгейра голльніра Офейгссона. Його дід по батьківській лінії не ладнав з місцевим королем і тому вирішив покинути Норвегію, але коли той вже збирався їхати, до нього прийшли поручники короля, які позбавили життя чоловіка. Після цього його бабуся, їхні діти та її брат поїхали до Ісландії. Сага про Ньялса у переважності при висвітленні подій не суперечить колосально джерелам, але в таких деталях, як генеалогія, вона іноді є не точною Ланднамабоку, який вважається більш правдивим писанням. Ім'я Ньялль є норвезькою похідною від ірландського імені Ніалл.
Ньялль жив у Бергюршволлі й був одружений з Бергюре Скарферінсдоттирою. Його описують як добродушну, багату, ненасильницьку і красиву людину, але безбороду, що має особливе захворювання — відсутність волосся на обличчі. Він був великим юристом — нібито йому не було рівних у мудрості та передбаченні — і розв'язував проблеми кожного, хто приходив до нього за порадою. Він був близьким другом вождя Гуннара Хамундарсона з Хлідаренді.
Після того як його сини вплуталися у чвари, садибу в Бергершволлі оточили сто людей і підпалили. На той час Ньялль був уже старим, і йому запропонували піти. Він вирішує залишитися і гине у вогні разом з іншими членами своєї сім'ї — тому сага про Ньялле також називається Brennu-Njáls saga, що означає «Сага про Ньялла, що горить».